# Spanish Point, Antarktis
Spanish Point är en udde i Antarktis. Den ligger i Sydshetlandsöarna. Argentina, Chile och Storbritannien gör anspråk på området.
Terrängen inåt land är varierad. Havet är nära Spanish Point åt sydväst. Trakten är glest befolkad. Närmaste befolkade plats är St. Kliment Ohridski Base, 0,44 kilometer öster om Spanish Point. 